# 銚子丸
株式会社銚子丸（ちょうしまる、英: Choushimaru Co., Ltd.）は、千葉県千葉市美浜区に本社を置く、千葉・東京・埼玉・神奈川で展開されている寿司チェーン「すし銚子丸」を運営する会社である。

## 概要
1977年、堀地ヒロ子が夫の堀地速男と株式会社オール（現・株式会社銚子丸）を創業。1987年、「回転寿司ABC」浦安店を開店。1998年、回転寿司「すし銚子丸」1号店を開店。
社名は創業地の千葉県にある全国屈指の漁港銚子港の「銚子」を冠することで「鮮度・活きの良さ」を表し、漁業の船をイメージする「丸」を合わせて名付けられた。なお2021年現在銚子市に店舗はない。
ロゴマークには「銚子港直送」の文字があるが、新鮮な食材を提供するという企業使命を表す表示であり、食材すべてが銚子港直送という意味ではない。

## 沿革
- 1977年（昭和52年）11月 - 玩具店及び飲食店の経営を目的として、株式会社オールを設立（資本金200万円）し、玩具店の経営を行う。
- 1979年（昭和54年）5月 - 持ち帰り寿司業態の第1号店として、千葉県印旛郡に「花すし」八街店を開設。
- 1987年（昭和62年）4月 - 回転寿司業態の第1号店として、千葉県浦安市に「ABC」浦安店（現「すし銚子丸」浦安店）を開設。
- 1998年（平成10年）10月 - 回転寿司すし銚子丸1号店「市川店」を開店。
- 2001年（平成13年）10月- グルメ回転寿司業態の東京地区第1号店として、東京都江戸川区に「すし銚子丸」みずえ店を開設。
- 2005年（平成17年）4月 - 商号を株式会社銚子丸に変更。
- 2007年（平成19年）3月 - ジャスダックに上場。
- 2023年（令和5年）3月 - フードロス対策や同業他社などで相次いでいる迷惑行為を受けて、同年4月までに回転レールを使用した商品の提供を廃止し、タッチパネルを使用したフルオーダーシステムに順次変更[5][6]。
- 2024年（令和6年）3月 - ロイヤルホールディングス並びに双日との合弁でアメリカ・カリフォルニア州に会社を設立。寿司店を同国にて展開する予定[7]。

## 不祥事
- 2011年
  - 1月17日、埼玉県さいたま市中央区の「北浦和店」で、ノロウイルスによる食中毒があったことを発表。1月8日に販売された持ち帰りのすしを食べた客26人で、保健所の調べにより、従業員からノロウイルスが検出され、客のものと型が一致した。同店舗は15日から3日間の営業停止処分を受けた[8]。
  - 11月28日、千葉市は同市若葉区東寺山町の飲食店「すし銚子丸」で前年11月下旬から12月中旬にかけて食事した22〜61歳の男女計14人が、発熱や黄疸などの症状を訴え、食中毒と断定したと発表した。A型肝炎ウイルスを原因とする食中毒で、同店を30日まで3日間の営業停止処分とした[9]。
- 2014年5月29日、船橋市の「船橋店」で魚に寄生する虫のアニサキスを原因とする食中毒事故が発生したと発表した。同店舗は船橋市保健所から2日間の営業停止処分を受けた[10]。
- 2015年
  - 7月9日、千葉市の「千葉駅前店」でアニサキスを原因とする食中毒事故が発生。同店舗は千葉市保健所から2日間の営業停止処分を受けた[11]。
  - 10月8日、全88店舗で韓国産ヒラメを「愛媛県産」とメニューに表記していたと発表した。誤表記をしていたのは9月27日〜10月5日で、納入業者が国内産ヒラメではなく韓国産を納品したのを同社に伝えず、「愛媛県産」と書かれた箱で納品したのが原因。東京都江戸川区の「南小岩店」で食事をした客から「腹痛になった」と苦情があり、提供した商品を詳しく調べたところ誤表記が判明した[12]。
  - 10月9日、東京都江戸川区「南小岩店」においてクドア・セプテンプンクタータ（魚に寄生する虫）を原因とする食中毒事故が発生。同店舗は江戸川保健所より2015年10月10日から1日間の営業停止処分を受けた[13]。
- 2016年9月14日、東京都三鷹市「三鷹店」でアニサキスを原因とする食中毒事故が発生したと発表。同店舗は9月14日から1日間の営業停止処分を受けた[14]。
- 2017年8月26日、千葉県船橋市「西船橋店」でカツオやアジなどの握り寿司を食べた30代の男性が腹痛を訴え、医療機関を受診した結果、胃からアニサキスが見つかり入院。船橋市保健所は店で出された握り寿司が原因の食中毒と断定し、9月1日から3日間の営業停止処分にした[15]。
- 2021年12月29日、東京都練馬区「大泉インター店」にて客41人を巻き込む食中毒事故。客、調理を担当する従業員からノロウイルス検出。保健所は店を3日間の営業停止処分にした[16]。
- 2023年
  - 3月、銚子丸は同月27日から開催予定のキャンペーン企画で「爆盛り!こぼれ寿司」という商品を販売すると発表していた[17]。しかし、「こぼれ寿司」の名称を同業の回転寿司チェーンを運営しているジャンティーズサプライが2012年6月に商標登録していたことが判明したため、キャンペーン企画開催当日に名称や関連の広告を全て「爆盛り寿司」に変更した上で謝罪した[18]。
  - 7月7日、神奈川県横浜市「横浜都筑店」でアニサキスを原因とする食中毒事故が発生。同店舗は横浜市保健所から営業停止処分を受けた[19]。

## テレビ番組
- 日経スペシャル カンブリア宮殿 顧客満足度ナンバーワン! 劇場型グルメ系回転寿司の流儀（2019年3月21日、テレビ東京）[20]。

## 書籍

### 関連書籍
- 『銚子丸の心意気 日本初「グルメ回転寿司」誕生の軌跡』（著者:堀地ヒロ子）（2011年7月15日、PHP研究所）ISBN 9784569791180
- 『志が人と組織を育てる グルメ回転寿司「銚子丸」が吉田松陰から学んだ理念』（著者:堀地速男 神渡良平）（2016年8月1日、廣済堂出版）ISBN 9784331520543